# Kaze Tachinu
Kaze Tachinu (風立ちぬ pronúnciaⓘ, Brasil: Vidas ao Vento / Portugal: As Asas do Vento) é um filme animado japonês, do gênero drama biográfico, lançado em 2013. Com direção e roteiro de Hayao Miyazaki, é baseado no romance homônimo de Tatsuo Hori, lançado originalmente em 1936. É o 19.º longa-metragem de animação do Studio Ghibli e foi distribuído internacionalmente pela Toho. O elenco da película é composto pelas vozes de Hideaki Anno e Miori Takimoto, ambos como os protagonistas, com vozes adicionais de Nomura Mansai, Hidetoshi Nishijima, Masahiko Nishimura e Stephen Alpert, entre outros.
O filme narra a história de Jiro Horikoshi, projetista do avião de caça Mitsubishi A5M e o seu sucessor, Mitsubishi A6M "Zero", usado pelo Império do Japão durante a Segunda Guerra Mundial. Kaze Tachinu foi anunciado como o último longa-metragem dirigido por Miyazaki, antes de sua aposentadoria em setembro de 2013. No entanto, em 2017, Miyazaki anunciou ter saído da sua aposentadoria para dirigir Kimi-tachi wa Dō Ikiru ka, que deverá ser lançado em 2023. Kaze Tachinu foi o filme de maior bilheteria do ano de 2013 no Japão, recebeu indicações aos Prêmios Globo de Ouro e Óscar e ganhou dois prêmios da Academia do Japão.

## Enredo
A história tem como personagem principal Jiro Horikoshi (堀越 二郎, Horikoshi Jirō), um jovem que pretende se tornar um especialista na criação e manuseio de aeronaves. Uma das referências mais notáveis ao longo da sua vida é o artista transalpino Giovanni Battista Caproni, um profissional muito famoso que alcançou grande prestígio devido à beleza das suas obras. Devido aos problemas de miopia desde criança — uma condição que o impediu de ser piloto —, Jiro decide se juntar a uma instituição poderosa de aeronáutica no final da década de 1930.
À medida que a trama se desenvolve, os seus chefes percebem seu talento inato e tomam a decisão de lhe dar total liberdade para construir qualquer categoria de aeronave. O filme narra os acontecimentos mais representativos e influentes de toda a sua existência, recriando o terremoto que ocorreu em Kanto, o tempo marcado pela crise e dificuldades mundiais, a propagação de diferentes doenças por toda a sociedade e o envolvimento do Império do Sol Nascente na Segunda Guerra Mundial.

## Elenco
- Hideaki Anno como Jiro Horikoshi (堀越 二郎, Horikoshi Jirō)[23]
- Miori Takimoto como Naoko Satomi (里見 菜穂子, Satomi Naoko)[23]
- Nomura Mansai como Giovanni Battista Caproni (カプローニ, Kapurōni)[24]
- Hidetoshi Nishijima como Kiro Honjo (本庄 季郎, Honjō Kirō)[23]
- Masahiko Nishimura como Kurokawa (黒川)[23]
- Stephen Alpert como Castorp (カストルプ, Kasutorupu)[25][26]
- Morio Kazama como Satomi (里見)[27]
- Keiko Takeshita como a mãe de Jiro (二郎の母, Jirō no haha)[23]
- Mirai Shida como Kayo Horikoshi (堀越 加代, Horikoshi Kayo)[28]
- Jun Kunimura como Hattori (服部)[23]

## Produção

### Antecedentes
Fã vitalício de aviões e aviações, Hayao Miyazaki começou a produzir uma história sobre a vida de Jiro Horikoshi em 2008, após a conclusão de Gake no ue no Ponyo. O resultado de sua pesquisa resultou em um pequeno mangá, publicado pela revista mensal Model Graphix, entre abril de 2009 a janeiro de 2010, cujo título foi baseado no romance de Tatsuo Hori, Kaze Tachinu, inspirado em um trecho do poema Le Cimetière marin, de Paul Valéry.
Com o intuito de ser um simples deleite pessoal, Miyazaki não planejava seguir com o mangá. Contudo, após ler seu trabalho, o produtor Toshio Suzuki sugeriu que o roteirista extraísse da obra o seu próximo longa de animação. Inicialmente Miyazaki estava cético em relação à ideia de uma história abordar a guerra para o público infantil, algo que poderia ser visto como impróprio. Entretanto, por insistência de seu colega, foi dado "sinal verde" ao projeto no dia 28 de dezembro de 2010. Em uma entrevista para o Asahi Shinbun em 2013, Hayao Miyazaki disse:
| “ | Eu, incluindo uma geração de japoneses que cresceu num certo período tem sentimentos muito complexos sobre a Segunda Guerra Mundial, e o Mitsubishi A6M "Zero" simboliza a nossa psique coletiva. O Japão entrou em guerra por arrogância cega, causou problemas em toda Ásia Oriental e destruiu-se a si próprio. [...] Entretanto, apesar dessa história humilhante, o "Zero" foi uma das poucas coisas de que nós [japoneses] podíamos nos orgulhar. Havia 322 combatentes na deflagração da guerra. Eram uma presença verdadeiramente formidável, assim como os pilotos que os lideravam. Foi o extraordinário Jiro Horikoshi, o projetista do "Zero", que fez um avião à frente de seu tempo. | ” |
|   | — Miyazaki, Hayao. |   |

Numa outra entrevista em 2011, Miyazaki havia revelado que para a realização de Kaze Tachinu inspirou-se em uma frase de Horikoshi: "Tudo o que eu queria fazer era criar algo de belo".

### Direção e roteiro

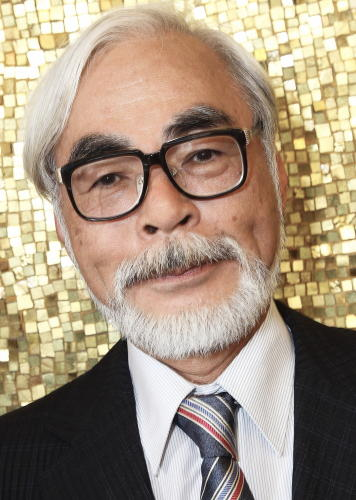
"Eu quero criar algo realista, fantástico, ou talvez caricato, mas de modo geral, um bom filme."— Hayao Miyazaki

Miyazaki começou a produção de Kaze Tachinu através de um storyboard. Na proposta do filme, apresentada ao Studio Ghibli, descrevia brevemente as premissas e a trama geral do longa-metragem: o trabalho retrataria a sociedade japonesa nos anos trinta e alguns anos de vida de Jiro Horikoshi até à criação de sua aeronave mais famosa, o Mitsubishi A6M "Zero", além de destacar seu caso amoroso com Nahoko, uma menina com tuberculose. O caso amoroso é um elemento narrativo inteiramente fictício e foi idealizado especificamente para que o longa não se concentrasse apenas na realização de um avião de guerra, mas também nos sentimentos do protagonista e na tentativa de viver em plenitude em tempos abalados por grandes conflitos bélicos. As narrativas oníricas permitiram a Miyazaki superar a dificuldade de representar os sentimentos do engenheiro japonês, dadas as escassas fontes deixadas sobre o assunto nos seus escritos pessoais.
O diretor encontrou dificuldades com o roteiro e o storyboard e o seu trabalho prosseguiu lentamente. Ele temia que o filme não satisfizesse o gosto do público, mas, ao mesmo tempo, não pretendia desistir do projeto nesta fase inicial. Além disso, era a primeira vez que trabalhava numa narrativa baseada em um personagem não ficcional e com um arco narrativo de trinta anos de história. O assunto, entre outras coisas, era particularmente delicado e causava discordância no estúdio, entre aqueles que não queriam fazer "apologia à guerra"; Miyazaki também estava consciente deste problema. Um problema surgiu logo após o início da produção do longa-metragem, pois um grande terremoto atingiu o leste japonês em 11 de março de 2011, e poderia ser indelicado, naquele momento, retratar o grande sismo de Kantō no filme.
Em outubro de 2012, a maior parte do storyboard estava completa, mas o autor não sabia como terminar a história. Na verdade, Miyazaki sentiu que a decolagem do avião não tinha que ser uma conclusão satisfatória e não conseguiu encontrar uma maneira de descrever efetivamente a reação de Jiro a ver o seu sonho transformado num instrumento para matar. Essa indecisão teve resultado na animação: de fato, Miyazaki havia pedido aos animadores que desenhassem o engenheiro com um rosto neutro e com poucos sentimentos.

### Designe cenografia
Mais realista do que as produções anteriores de Miyazaki, Kaze Tachinu tenta reconstruir e mostrar nos cinemas o Japão dos anos 20 e 30, uma época em que as pessoas ainda usavam roupas tradicionais, e que foi marcada por uma grande pobreza num país ainda predominantemente rural e marcado pelas consequências da crise econômica de 1929. Como fontes de inspiração para "as duras condições sob as quais a sociedade japonesa evoluiu antes da guerra", o diretor citou os filmes monocromáticos de Yasujirō Ozu, Tomu Uchida e Mikio Naruse. Esse mesmo método de realismo foi usado na representação do tabagismo, outra característica comum entre os japoneses daquela década, especialmente entre os estudantes.
Para recriar a casa onde Jiro e Nahoko residiam, Miyazaki se inspirou na casa da família Maeda, em Tamana, na prefeitura de Kumamoto, onde morava Natsume Soseki (1867–1916). Miyazaki visitou a propriedade em 2010, durante uma viagem organizada pelo Studio Ghibli para os seus funcionários.

#### Os aviões do filme
O filme apresenta uma grande variedade de aeronaves históricas:
|  | Caproni Ca.36 - Projetado por Caproni, foi usado inicialmente na Primeira Guerra Mundial. - No filme: aparece durante um sonho de Jiro Horikoshi, e numa revista aeronáutica em inglês. |
|  | Caproni Ca.40 - Bombardeiro utilizado no final da Primeira Guerra Mundial. - No filme: aparece durante um sonho de Jiro. |
|  | Caproni Ca.48 - Caproni transformou-o de um avião de guerra em um de passageiros. - No filme: aparece durante um sonho de Jiro. |
|  | Caproni Ca.60 Transaereo - Avião construído por Caproni e idealizado como um hidroavião transatlântico utilizado para transportar 100 passageiros. - No filme: aparece durante um sonho de Jiro e posteriormente, em um flashback no qual Caproni testa o avião no Lago Maggiore.          |
|  | Caproni Ca.90 - Construído em 1929, foi o maior bombardeiro da época. - No filme: aparece durante um sonho de Jiro, na Alemanha. |
|  | Junkers G 38 - Aeronáutica construída pela empresa alemã Junkers, no final da década de 1920. - No filme: aparece durante a visita de Jiro ao hangar da Junkers. |
|  | Junkers F 13 - Um pequeno avião construído pela Junkers, foi lançado em mais de 30 países. - No filme: aparece na fábrica da Junkers. |
|  | Mitsubishi 1MF2 - Testado em 13 de junho de 1928, porém, em seu teste acabou sendo destruído. - No filme: Hattori, Jiro e Kurokawa assistem ao primeiro teste de voo do avião. |
|  | Nakajima A1N - Produzido pela Nakajima Aircraft Company, foi submetido a uma avaliação comparativa com outros modelos concorrentes. - No filme: enquanto a bordo de um porta-aviões, Jiro e Kurokawa vêem-no não decolar.                                                                  |
|  | Mitsubishi B1M - Serviu como torpedo aéreo e bombardeiro ligeiro na Guerra de Xangai de 1932 em Sucheu. - No filme: Jiro e Kurokawa são "molhados" duas vezes pelo óleo do motor dessa aeronave.                                                                                           |
|  | Mitsubishi 1MF10 - Desenvolvido pela Mitsubishi, com uma estrutura de monocoque duralumínio. - No filme: Jiro observa o teste de voo, e o avião decola com sucesso de uma planície gramada.                                                                                                |
|  | Mitsubishi G1M - Aeronave de asa média, bimotor de longo alcance, foi desenvolvido pela Mitsubishi no início dos anos 30. - No filme: Jiro vê Kiro Honjo desenvolvendo o avião. |
|  | Mitsubishi G3M - Ativo durante a Segunda Guerra Sino-Japonesa, bombardeou muitas cidades chinesas. - No filme: aparece entre os diálogos entre Jiro e Honjo. |
|  | Polikarpov I-15 - Um dos mais importantes combatentes da Segunda Guerra Sino-Japonesa, produzido pela União Soviética, fez parte da Força Aérea da República da China. - No filme: aparece durante os diálogos entre Jiro e Honjo.                                                         |
|  | Ka-14 - Aeronave de caça usado durante a Segunda Guerra Mundial. Foi o primeiro avião monoplano a entrar em serviço a bordo de um porta-aviões. - No filme: quando Nahoko sai de casa e retorna ao sanatório pela última vez, Jiro presencia o primeiro voo de teste.                      |
|  | Mitsubishi A6M - Projetado por Horikoshi e construído pela Mitsubishi, o "Zero" entrou na guerra no final de julho de 1940. Antes do final de 1942, era considerado a aeronave mais perigosa na Guerra do Pacífico. - No filme: aparece no último sonho de Jiro e na última cena do filme. |
|  | Boeing B-29 Superfortress - Avião militar com quatro motores a hélices, que foi utilizado como bombardeiro durante a Segunda Guerra Mundial e na Guerra da Coreia pela Força Aérea dos Estados Unidos. - No filme: aparece na cena final que retrata a derrota do Japão na guerra.         |

### Animação
A produção de Kaze Tachinu teve início em julho de 2011, com uma equipe de duzentas pessoas, terminando em junho de 2013. O filme teve um orçamento estimado de trinta milhões de dólares. Devido à sua idade avançada e à visão fraca, Miyazaki não podia dedicar suas habituais doze ou catorze horas diárias ao trabalho, então foram limitadas a cerca de sete.
Tal como em outros filmes do Studio Ghibli, o longa-metragem utilizou animação tradicional; com a computação gráfica utilizada em uma parte mínima da produção, e também foram utilizados alguns efeitos digitais. Numa única sequência, por outro lado, o CGI teve de ser utilizado mais maciçamente: na cena em que Jiro e Nahoko caminham na chuva.

### Dublagem e efeitos sonoros

Hideaki Anno, dublador original de Jiro Horikoshi.

Escolher o dublador para o papel de Horikoshi foi outro imbróglio para a equipe de produção: embora concordassem com as características da voz do personagem, não conseguiram encontrar um intérprete adequado para o papel. Em dezembro de 2012, Suzuki propôs a Miyazaki uma audição de um diretor que conhecia, Hideaki Anno, porque embora não tivesse experiência com a dublagem, a sua forma de falar e personalidade pareciam apropriadas para o protagonista. Muito satisfeito com as audições, Miyazaki escolhe-o, e Anno foi escolhido como a voz de Jiro:
Um dia recebi um telefonema de Toshio Suzuki que me disse: "Gostaríamos que você fosse a voz de Jiro Horikoshi". Pensei: "Bem, provavelmente é impossível", mas disseram-me que era um pedido do próprio Hayao Miyazaki, por isso decidimos tentar. Depois que a audição terminou, Miya-san (Miyazaki) que estava com um grande sorriso no rosto — algo que eu não via há algum tempo —, me disse para interpreta-lo, e para ser honesto, pensei: "Vou ter que fazê-lo".Original (em japonês): 突然ある日、鈴木（敏夫）さんから「二郎の声をやってほしい」と電話がかかってきました。“まぁ無理だろう”と思いましたが、無理とはいえ宮さん（宮崎駿）から是非にということでしたし、まずはオーディションをして本当にいけるかどうか確認してみようということになりました。オーディションが終わると、しばらく見たことないくらいニコニコと満面の笑みの宮さんに「やって」と言われまして、“これはやるしかないんだろうな”と思ったのが正直なところです。— Hideaki Anno
 (em japonês)
As outras vozes foram facilmente escaladas: Nahoko foi dublada por Miori Takimoto, que havia iniciado sua carreira como cantora em uma banda de j-pop antes de se tornar atriz, enquanto os personagens secundários foram designados a dubladores de longa data do Studio Ghibli.
Pela primeira vez num longa-metragem do Studio Ghibli, muitos efeitos sonoros foram feitos através da manipulação de sons emitidos com a boca. Essa técnica foi testada por Miyazaki em 2006, no seu curta-metragem Yadosagashi, para o Museu Ghibli. Miyazaki insistiu para que a gravação de áudio fosse feita em monaural, ao invés de estéreo. Embora essa escolha limitasse a possibilidade de colocar o som, permitiu também que o diretor fizesse sobressair os sons que ele considerava mais importantes para a história. A escolha por um lado limitava a possibilidade de estratificar o som, permitindo ao diretor trazer os sons que considerava mais importantes para a história.

### Música

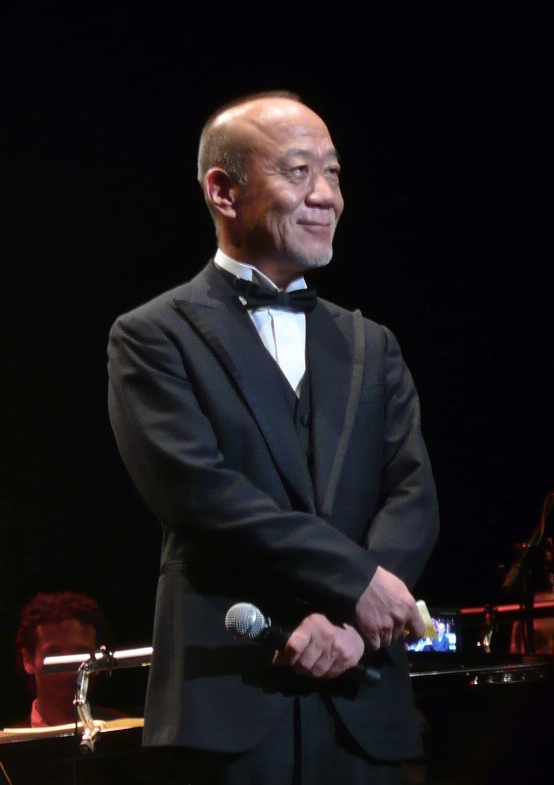
Joe Hisaishi, compositor da trilha sonora do filme.

A trilha sonora de Kaze Tachinu foi composta inteiramente por Joe Hisaishi, em sua décima colaboração com Hayao Miyazaki, e interpretada pela Orquestra Sinfônica Yomiuri Nippon, e a Tokuma Japan Communications lançou-o em CD em meados de julho de 2013.
A canção "Hikōki-gumo" (ひこうき雲), introduzida nos créditos finais do filme, é composta por Yumi Matsutoya, que a escreveu em 1973, aos dezesseis anos, após a morte prematura de uma das suas colegas de escola. O produtor Toshio Suzuki ouviu-a em With Love of Japan, and Yuming, uma coletânea musical que celebra os quarentas anos de carreira da cantora, e ficou tão impressionado que a recomendou a Miyazaki em dezembro de 2012, pois sentiu que a letra refletia de alguma forma a história do filme. Na apresentação da edição em blu-ray de Majo no Takkyūbin, foi pedido diretamente ao compositor que utilizasse a canção e ele aceitou a ideia.

## Lançamento

### Distribuição

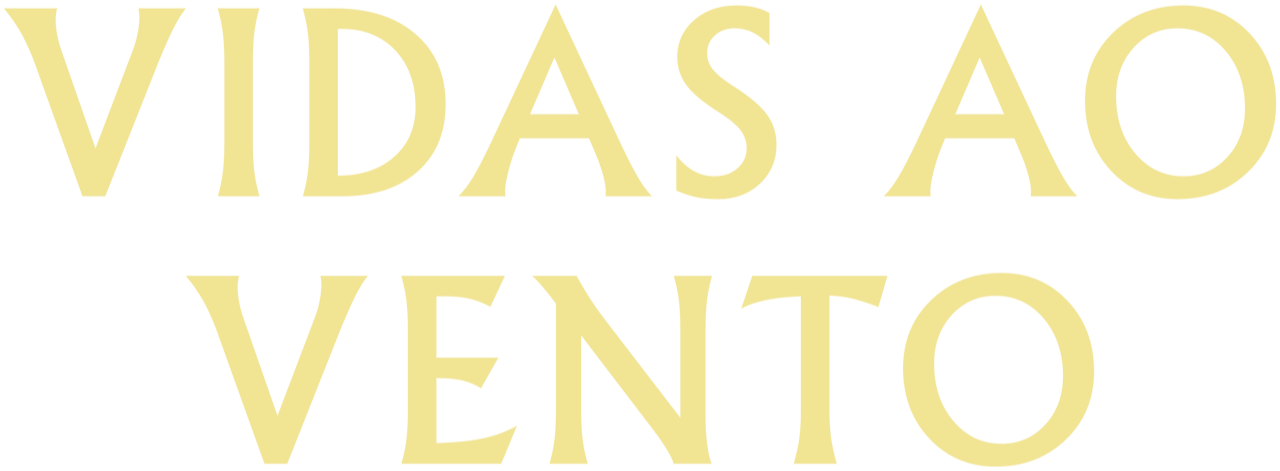
Logotipo em português ultizado para a distribuição de Kaze Tachinu no Brasil, no país distribuído pela California Filmes.

Kaze Tachinu estreou nos cinemas japoneses em 20 de julho de 2013 e, de acordo com os planos do Studio Ghibli, seria lançado simultaneamente com Kaguya-hime no Monogatari, dirigido por Isao Takahata, como havia acontecido exatamente 25 anos antes, com o lançamento simultâneo de Tonari no Totoro e Hotaru no Haka, em 20 de julho de 1988. Entretanto, houve um atraso na produção de Kaguya-hime no Monogatari, que só foi lançado em 23 de novembro.
A Walt Disney Studios Motion Pictures confirmou a distribuição do filme nos Estados Unidos através da Touchstone Pictures. A adaptação foi feita pelo cineasta Gary Rydstrom e, como é habitual para as edições norte-americanas das obras do estúdio, apresentou um elenco conhecido no mundo do entretenimento: Joseph Gordon-Levitt (como Jiro), Emily Blunt (como Nahoko), John Krasinski (como Honjo, amigo de Jiro) e Werner Herzog (como Castorp), além de Martin Short, Stanley Tucci e Elijah Wood. Intitulado de The Wind Rises, o filme teve algumas pré-estreias em 21 de fevereiro de 2014, em algumas cidades, e em 28 de fevereiro foi lançado em todo o país.
Na Europa, o filme foi distribuído em 2014, pela Wild Bunch graças a uma parceria entre a distribuidora e o Studio Ghibli, exceto na França, onde foi lançado em 22 de janeiro pela Disney. Na Espanha, a Vertigo Films anunciou a aquisição dos direitos de distribuição de Kaze Tachinu em dezembro de 2013, com lançamento agendado para 25 de abril de 2014; no início de abril, a companhia espanhola mudou o título da animação de Se levanta el viento para El viento se levanta. Em Portugal, o longa-metragem estreou no Monstra Festival, em 19 de março de 2015.

### Home video
No Japão, Kaze Tachinu foi lançado em DVD e disco blu-ray, pela Walt Disney Animation Japan em 18 de junho de 2014. A edição do DVD contém faixas de áudio e legendas em japonês e inglês, além de extras como storyboards, trailers, e um videoclipe de "Hikouki-gumo" e vídeos promocionais. Além disso, o blu-ray apresenta áudio e legendas em francês, russo, coreano, cantonês e mandarim, e uma gravação de áudio do roteirista. Ambas as versões, na primeira tiragem, continham um cartão postal sobre o tema do filme e um avião de papel.
No Brasil, o filme foi lançado pela California Filmes em DVD no mês de agosto de 2014, e também em blu-ray.

## Recepção

### Bilheteria
Kaze Tachinu estreou no Japão em 454 salas de cinema, atraindo 750 mil espectadores e lucrando cerca de um bilhão de ienes em seu fim de semana de estreia. Permaneceu oito semanas consecutivas no topo das tabelas de bilheteiras do país. Com doze bilhões de ienes arrecadados, é o maior filme lucrativo japonês do ano de 2013, superando outras produções como One Piece Film: Z, Doraemon: Nobita no Himitsu Dōgu Museum e Meitantei Konan: Zekkai no Puraibēto Ai. O longa-metragem também foi bem-sucedido internacionalmente, arrecadando mundialmente 131 244 640 de dólares estadunidenses.
Na Europa, Kaze Tachinu apresentou um grande lucro nas bilheterias. Na França estreou como o segundo filme mais assistido do país, atrás de 12 Years a Slave, com 1 977 668 de dólares estadunidenses arrecadados em 216 cinemas — 9 155 dólares por sala. Sua exibição no país terminou em 23 de fevereiro, arrecadando 5 446 333 de dólares, o que fez dele o 73.º longa-metragem mais bem-sucedido do ano no país. No Reino Unido, Kaze Tachinu estreou como o décimo mais assistido, com 336 343 de dólares estadunidenses arrecadados em 59 cinemas. Na semana seguinte, subiu para o nono lugar, com 135 653, e encerrou sua exibição em 6 de julho, e angariou 1 210 181, fechando na 162.ª classificação dos filmes mais assistidos de 2014. Na Itália, entre 11 a 14 de setembro de 2014, o longa arrecadou 676 464 em duzentas salas de cinemas, ficando na quinta posição entre os mais assistidos do país. Outros países do continente que apresentaram uma forte bilheteria, em dólares, foram: Alemanha, com 369 090; Bélgica, 114 446; Espanha, 499 417; Finlândia, 277 229; e Suécia, com 247 352. Áustria e Ucrânia, apresentaram um baixo lucro nas bilheterias, com o germânico arrecadando 32 263, e o eslavo, 24 191 de dólares.
Nos Estados Unidos, após um lançamento limitado a 21 cinemas, no segundo fim de semana o longa-metragem estreou em mais de 496 cinemas, lucrando 5,2 milhões de dólares. No Brasil, também houve um lançamento limitado de Kaze Tachinu, que lucrou em sua primeira semana 1 446 de dólares em seis salas de cinemas. A segunda semana foi bem sucedida, arrecadando 12 997 em sete salas de cinemas. Houve uma queda de 54,9% na terceira semana, e ao total a produção de Miyazaki arrecadou 93 357 de dólares estadunidenses. Na região Ásia-Pacífico, o filme apresentou um grande lucro em Hong Kong, que arrecadou 1 886 354, seguido pela Austrália, com 329 099, Singapura, com 257 468, Tailândia, com 76 033, e Malásia, com 31 367 de dólares estadunidenses.

### Resposta da crítica
Kaze Tachinu obteve uma recepção crítica muito favorável por parte da mídia japonesa e internacional. No agregador de resenhas Rotten Tomatoes, o filme recebeu um "certificado fresco" e marca uma pontuação de 88% com base em comentários de 179 críticos, e registra uma nota 7,9 de 10. No Metacritic, que atribui uma média aritmética ponderada com base em 100 comentários de críticos mainstream, o filme recebe uma pontuação média de 83 pontos com base em 41 resenhas, indicando "aclamação universal". No website, foi classificado como o 24.º melhor do ano.
O crítico de cinema Mark Schilling, do Japan Times, deu ao filme quatro estrelas e meia de cinco, e descrevendo-o como "uma suntuosa celebração visual do autêntico Japão pré-guerra". Richard Corliss, do Times, aclamou-o afirmando que a produção é "determinada, subtil, tematicamente ousado e visualmente deslumbrante". A mesma nota foi dada por Deborah Young, do Hollywood Reporter, que o chamou de "um filme muito veraz de um grande artista japonês". Lou Lumenick, do New York Post, escreveu: "Miyazaki propõe uma perspectiva vívida, às vezes fantasiosa, do Japão na guerra, atingindo pela Grande Depressão, um terrível terremoto que atingiu Tóquio em 1923, uma epidemia de tuberculose e a ascensão do fascismo". Peter Travers, da revista Rolling Stone, afirmou que Kaze Tachinu têm uma grande história, e está à altura de todas as exigências do público. Na publicação ao Entertainment Weekly, Keith Staskiewicz registrou: "Uma animação maravilhosa como os seus trabalhos anteriores, Kaze Tachinu faz Miyazaki trocar suas ideias fantasiosas por um drama contemplativo e antiquado. "Esta é uma excelente produção, mesmo para os padrões de Miyazaki", disse Steve Persall, do Charlotte Observer.
Nota de quatro estrelas e meias vieram de James Berardinelli, do Reelviews Movie Reviews, e Scott Foundas, da Variety; com o primeiro dizendo: "No que se refere a beleza visual e narrativa, Kaze Tachinu representa Miyazaki no ápice das suas capacidades", e o segundo concluiu: "Miyazaki está no auge de sua habilidade visual aqui". Nicolas Rapold, do The New York Times, escreveu: "O Sr. Miyazaki representa a vida e os sonhos de Jiro com emoção e elegância lírica. Peter Rainer, do Christian Science Monitor, premiou-o com 4 estrelas em cinco, afirmando que "Kaze Tachinu é um filme visualmente tão bonito como qualquer coisa que Miyazaki já tenha feito".
O website brasileiro AdoroCinema atribui-lhe uma nota média 4,2/5, com base em resenhas da imprensa, e uma nota de 4,1 por parte dos usuários. Bruno Carmelo, do próprio AdoroCinema, deu ao filme uma classificação de 3 estrelas em cinco, e disse: "Miyazaki prefere ver na história de Horikoshi uma alegoria do vento, do progresso, da força de vontade de um garoto com talento excepcional". Érico Borgo, do site Omelete, classificou a obra com nota máxima de cinco.

### Prêmios e indicações
O triunfo comercial e crítico de Kaze Tachinu também mostrou-se nas premiações, recebendo mundialmente cinquenta indicações e dezenove vitórias. Posteriormente, foi indicado a prestigiadas premiações do cinema, como ao Óscar e Globo de Ouro.

## Críticas ao seu retratamento
Kaze Tachinu foi lançado no Japão num contexto sócio-político que gerou polêmicas quanto à representação de Jiro Horikoshi, considerando também o fato de o personagem da obra ter uma visão pacifista. Naquele momento, o debate político estava de fato centrado na proposta dos democratas liberais de Shinzō Abe, de rever o Artigo 9 da Constituição, para permitir a remilitarização do país.
Os nacionalistas ficaram particularmente irritados com um artigo escrito pelo próprio Miyazaki perto do lançamento do filme, no qual criticava fortemente a reforma e a direita japonesa, em geral. Numa entrevista ao Asahi Shinbun, o diretor declarou ter "sentimentos muito complicados" sobre a Segunda Guerra Mundial, visto que, como pacifista, sentia que o Japão militarista agiu com "arrogância sem sentido"; contudo, disse também que o Mitsubishi A6M Zero representava "uma das poucas coisas que os nipônicos podem se orgulhar". Além disso, segundo uma organização japonesa de antitabagismo, o tabaco presente no filme parecia excessivo e não essencial à narrativa. No entanto, estas críticas não afetaram o sucesso comercial do longa-metragem.

## Citações literárias

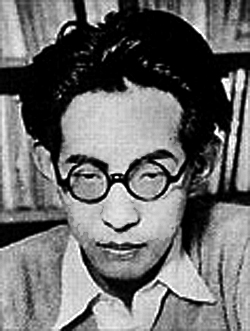
O escritor japonês Tatsuo Hori.

O título Kaze Tachinu é uma homenagem às primeiras linhas do poema Le cimetière marin, de Paul Valéry, que também é o título do romance publicado em 1936, por Tatsuo Hori. Em três cenas do filme, pode ser lida uma frase escrita na caligrafia do poeta e monge Ryōkan Taigu, que diz "Tenjō taifū" (天上大風, lit. Acima do céu, o grande vento.). Ryōkan é um dos maiores poetas e mestres espirituais do Japão; de um ponto de vista literário, basta mencionar Yasunari Kawabata que o agradeceu em seu discurso de aceitação do Prêmio Nobel em 1968. Outra homenagem pode ser encontrada na cena final do filme, na qual Jiro caminha entre os restos dos aviões destruídos, em uma planície gramada sem fim, neste caso, a referência é aos últimos versos ditados por Ryōkan em seu leito de morte.
A história entre a relação dos dois protagonistas do longa-metragem, é inteiramente baseada no romance homônimo escrito por Tatsuo Hori, de 1936, a obra é sobre uma mulher sem nome que luta contra a tuberculose em um sanatório. Além disso, muitos aspectos da parte central do anime, lembram o romance A Montanha Mágica, de Thomas Mann.

## Influência cultural

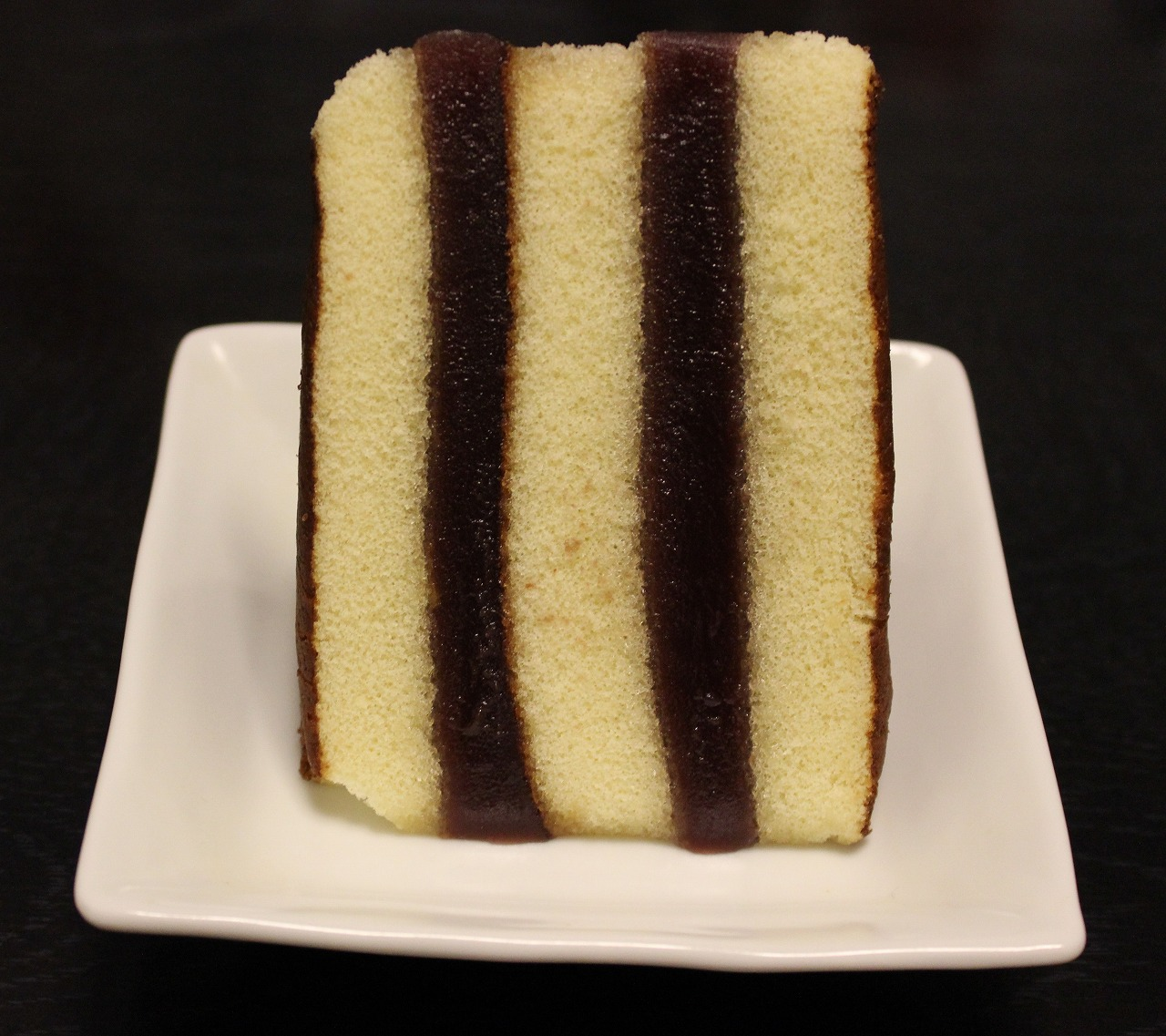
O doce japonês "Sibéria".

Kaze Tachinu retrata com precisão a sociedade japonesa dos anos 20 e anos 30: em uma cena, Jiro oferece a três crianças famintas um doce chamado "Sibéria", que consiste em duas fatias de castella (カステラ, kasutera) enclausuradas em yōkan. Muito popular antes da Segunda Guerra Mundial, desapareceu gradualmente a partir dos anos 60. Contudo, foi precisamente o seu aparecimento no filme que despertou a curiosidade e o desejo do público e as poucas padarias que o produziram viram um aumento exponencial das vendas, particularmente entre as mulheres idosas que o comeram na época.
O anime também despertou interesse nos locais retratados, como a cervejaria Kabuto em Handa, prefeitura de Aichi, construída com tijolos vermelhos, que é considerada patrimônio cultural importante e inacessível ao público: o afluxo de visitantes, que viram o trabalho de Miyazaki, levou as autoridades locais a empreender trabalhos de restauração para tornar a área mais acessível.

## Registros
Durante o período de produção, uma equipe de filmagem da NHK filmou o trabalho do Studio Ghibli e fez um documentário de duas horas sobre a produção de Kaze Tachinu. Intitulado de 'Kaze Tachinu' 1000 Nichi no Liroku / Intai Sengen Shirare Zaru Monogatari (「風立ちぬ」1000日の記録/引退宣言 知られざる物語), foi ao ar em 26 de agosto de 2013, pela emissora responsável pela sua filmagem, e também foi lançado em blu-ray, no dia 27 de junho de 2014. No mesmo período, Mami Nusada fez outro documentário, Yume to Kyōki no Ōkoku (夢と狂気の王国), que retrata as últimas fases do projeto. Lançado nos cinemas japoneses em 16 de novembro de 2013, teve sua estreia mundial na França em junho de 2014 no Festival de Cinema de Animação de Annecy.